# 眼瞼痙攣
眼瞼痙攣（がんけんけいれん、Blepharospasm）は両方のまぶたの筋肉が攣縮を起こし、まぶたが開けにくい状態をいう。不随意運動であるジストニアの一種で、局所性ジストニアである。日本神経学会での正式用語は眼瞼攣縮（がんけんれんしゅく）。
目が開けにくくならなくとも、まぶしさ、痛みなどを訴える症例も少なくない。ドライアイを症状として訴えることも多い。本態性では、40歳以上で発症し女性の方が男性よりも多い。そのため若年では薬物性の可能性があり、3割程度は睡眠薬や抗不安薬に使われるベンゾジアゼピン系の薬物によるものであり、ベンゾジアゼピン眼症の診断名が提案されている。

## 症状
左右両方に発症する。
初期の自覚症状にまばたきの増加や、まぶたの軽度のけいれんがある。眼が開けにくい、開けられない、屋外がまぶしいといった症状は、軽症ではこれのみが自覚症状であることも多い。目がチクチク、コロコロするといった異物感がある。名称から痙攣が起きている状態と思われがちだが、けいれんは自覚されにくい。
また、4割以上はドライアイの診断を受けている。ドライアイの診断を受けた場合、8.6%がドライアイの治療効果があらわれず、そうした治療抵抗性の人々のうち、57%が眼瞼痙攣であるという報告がある。
眼が開けにくいという症状は進行すると、歩行時の衝突や交通事故を起こす場合もあり、進行すると目が開けらず機能的に盲目となる。
経過は、Jankovicの報告では75%が徐々に悪化、約13%が改善してそのうち1.2%が症状がなくなり、残りはそのままである。再発もしやすく自然に治ることはまれだと考えられる。
眼部ミオキミア、眼部チック、ドライアイといった疾患と間違えやすい。

## 患者数
日本国内には、推計20-30万人の患者がいるとされる。

## 原因
神経学的、眼科学的な異常がない場合が本態性の眼瞼痙攣とされる（原因が未解明）。本態性の場合40歳以降に発症し、女性が発症する割合は男性の2倍以上である。またパーキンソン病でも症状がみられることがある。40歳未満では特に抗不安薬や睡眠薬など、薬物の内服歴がみられ、「ベンゾジアゼピン眼症」として提案されている。
また2-3割では、うつ病や自律神経失調症の治療歴がある。
- 出産時の外傷（おそらくは酸素欠乏）
- ある種の感染症
- 特定薬剤の副作用（主に、精神科、心療内科処方の抗精神病薬および睡眠薬）
- 重金属や一酸化炭素中毒
- 外傷
- 脳卒中
- 遺伝子異常
- 精神的なストレス

出典。

### ベンゾジアゼピン眼症
GABAA受容体に作用するベンゾジアゼピン系、チエノジアゼピン系、非ベンゾジアゼピン系は、視覚過敏や目を開けることが難しいなど局所性ジストニアの誘因になる。クロナゼパム（リボトリール）やエチゾラム（デパス）の使用、特に長期連用によって薬剤性の眼瞼痙攣が生じることがあり、ある調査では3割程度はベンゾジアゼピン系の薬物によるものであり、ベンゾジアゼピン眼症の診断名が提案されている。多くは何年もこうした薬を服用していた場合であるが、敏感な人では1週間の服用でもまぶしさを訴える。薬の投与がある場合、脳の視症の活動が健康な人々よりも活動しており、これによって症状が出ていると考えられ、これは未発症の状態でも活動が活発となっており、減薬や休薬を行っても11人中6人は改善はしたものの完治はしていない。

## 治療
治療の第一選択はボツリヌス療法となり、日本では唯一保健適用がなされるが高額であり、一方で内服薬の多くは有効率が低い。
ボツリヌス療法ごく微量（致死量の数百から数十分の一）のボツリヌストキシンを眼瞼部・眼窩部の数カ所に注射する。日本でも保険適応が認められているが、内服薬などに比べ費用が高い。米国を始め、いくつかの国のガイドラインでは第一選択とされ、改善率は90%前後というデータがあるが、効果は3 - 4ヶ月しか持続しない。まれに注射直後、薬が効きすぎ瞼が閉じにくくなることがあるが一時的なものである。さらに、注射を打ちすぎると、抗体が出来てしまい、効果が無くなり、まぶたが全く開かなくなり、盲目同然になってしまう。
薬物（内服）療法抗パーキンソン薬や抗不安薬、抗コリン薬が用いられる。日本の保険制度においては下記の治療法より安価であるが、有効性で劣る。なお2006年現在、日本で「眼瞼痙攣」の保険適応が承認されている内服薬はない。
手術眼輪筋切截術などの筋を切除する方法など様々に手法があるが、一時的に改善して症状が再び現れることも多い。容姿が変わる場合もある。
減薬および一時的な断薬精神科、心療内科処方の抗精神病薬、睡眠薬の服用を徐々に減らす、あるいは、ほとんど止めることによって症状は完治ないし軽減する。